# Plaza de Puerta Cerrada
La plaza de Puerta Cerrada (o Puerta Cerrada) se encuentra en el barrio de Palacio del casco histórico de la ciudad española de Madrid. Está formada por la desordenada confluencia sobre la calle de Segovia, de antiguas vías como la Cava Baja, o las calles del Nuncio, de San Justo, de la Pasa, de Gómez de Mora, de Cuchilleros y de Latoneros. Este espacio urbano se prolonga al este con la plaza de Segovia Nueva, en la que a su vez confluyen las calles de Toledo, Concepción Jerónima, Grafal y la Colegiata.
El conjunto conserva el nombre de Puerta Cerrada por la que aquí se abría en la muralla cristiana de Madrid, durante la Edad Media y el Renacimiento y que fue derribada en el año 1569, con ocasión de la entrada en la ciudad de Isabel de Valois, esposa de Felipe II.
La plaza se encuentra presidida por una cruz de piedra realizada en 1783. Junto a este elemento, la característica que mejor define este espacio son los murales y trampantojos pintados en las fachadas de varios edificios y realizados en 1983, durante la alcaldía de Enrique Tierno Galván; un astuto recurso urbanístico para enlucir los lienzos de diferentes patios de luces que las demoliciones de viviendas emprendidas en el siglo XIX habían dejado al descubierto. Alguno de ellos, no obstante, ha desaparecido debido a diversas vicisitudes, y a pesar de estar firmados por un artista de la talla de Alberto Corazón.

## Toponimia e historia

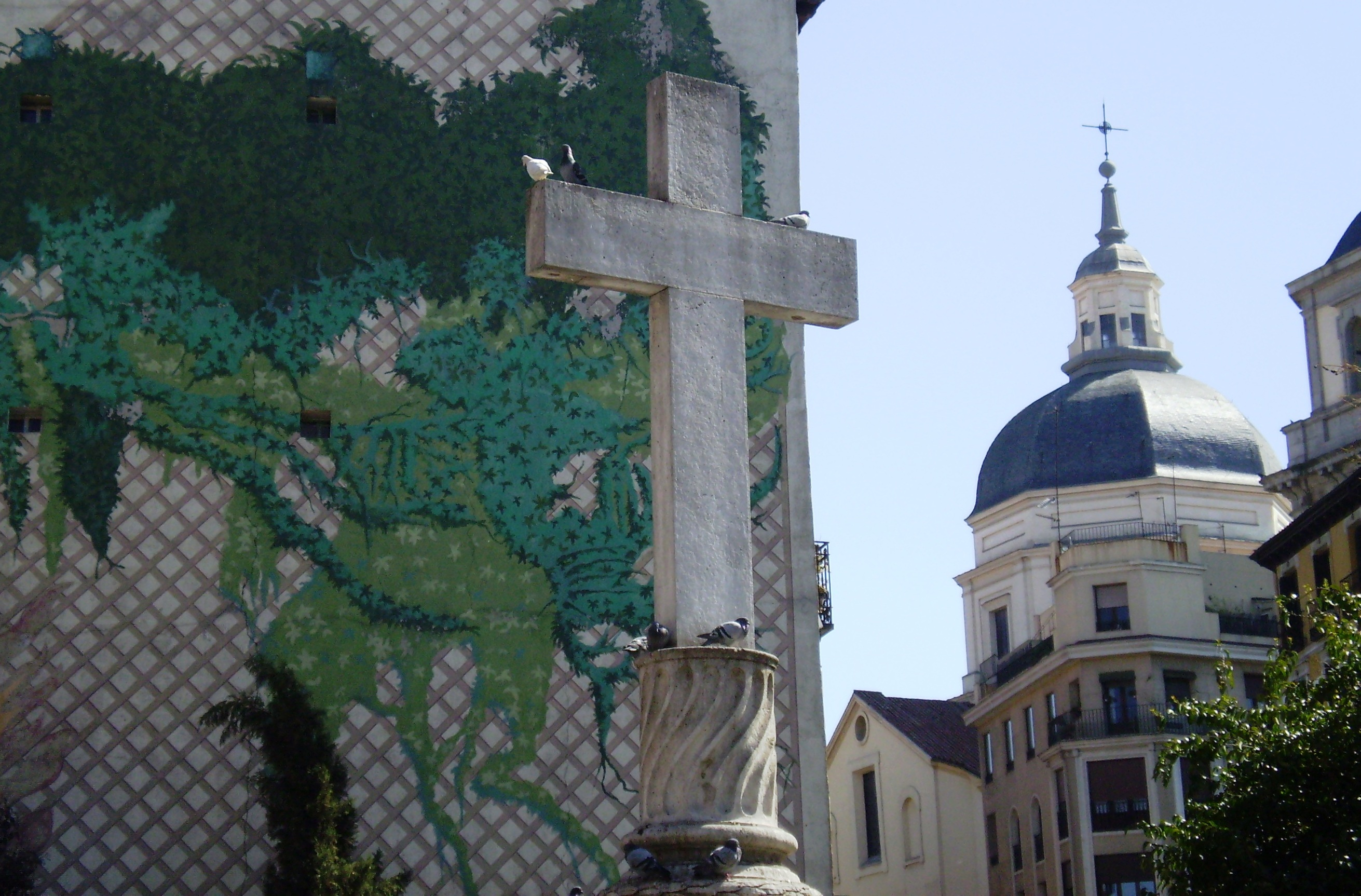
Dos de las señas de identidad del recinto urbano de Puerta Cerrada: la cruz de piedra de 1738 y tras ella, el trampantojo de una enredadera en una fachada, mural pintado por Alberto Corazón en 1983. A la derecha, asoma la cúpula de la Colegiata de San Isidro

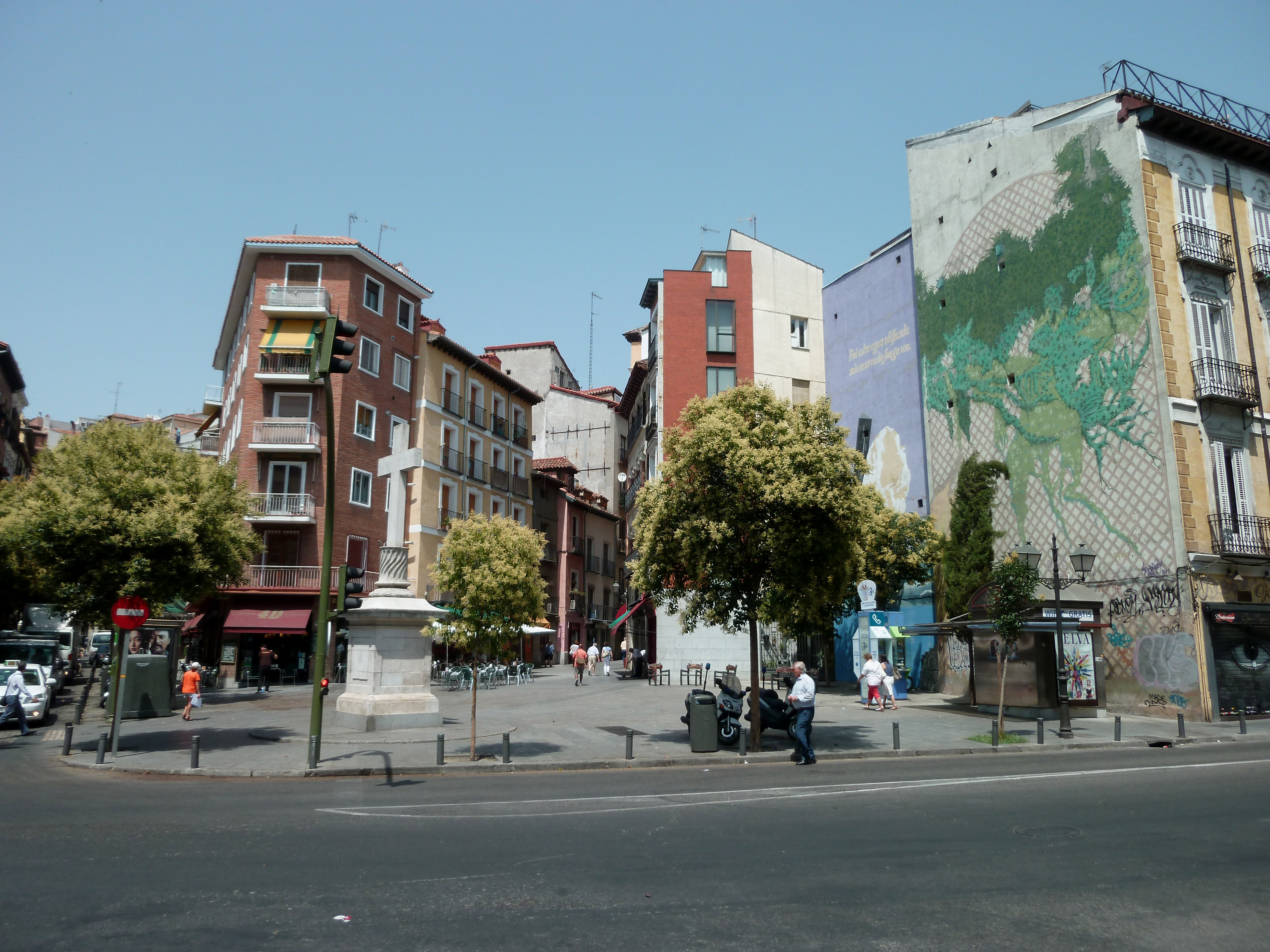
Encrucijada de Puerta Cerrada

El cronista Ramón de Mesonero Romanos describe así este entorno y su origen: 

La entrada de Madrid por este lado (según el maestro López de Hoyos, que la conoció, pues fue derribada en el siglo XVI) era angosta y recta al principio, haciendo luego dos revueltas de suerte que ni los que salían podían ver a los que entraban, ni éstos a los de fuera. Llamáronla en lo antiguo la Puerta de la Culebra, por tener esculpida encima de ella aquella célebre culebra o dragón, que a tantos comentarios ha dado lugar sobre su origen, atribuyéndole algunos de los analistas madrileños nada menos que a los griegos, fundadores, según ellos, de la villa, a quien dejaron como blasón este emblema, que solían llevar en sus banderas. Así lo afirma con la mayor seriedad el mismo honrado madrileño maestro López de Hoyos, en cuya casa de los Estudios de la villa (de que ya anteriormente hicimos mención) se conservó, al derribo de la puerta, la piedra en que estaba esculpida dicha culebra, que copió después en su obra del Recibimiento de D.ª Ana de Austria.
El antiguo Madrid. Paseos histórico-anecdóticos por las calles y casas de esta villa

Su puerta era denominada, popularmente, "del dragón" o "de la culebra", pues existía la representación de uno de estos seres. El nombre oficial "cerrada", se debió a que lo fue por los numerosos pillajes y robos que se producían en la misma, como señala Jerónimo de la Quintana.
En este espacio se encontraba el punto de inicio del viaje de agua del Bajo Abroñigal, de ahí que se instalara en el siglo XVII, una fuente monumental realizada por Ludovico Turchi y Francisco del Valle, de la que sólo se conserva el grupo escultórico de Diana cazadora, que se trasladó a la fuente de la Cruz Verde, en la plaza homónima.

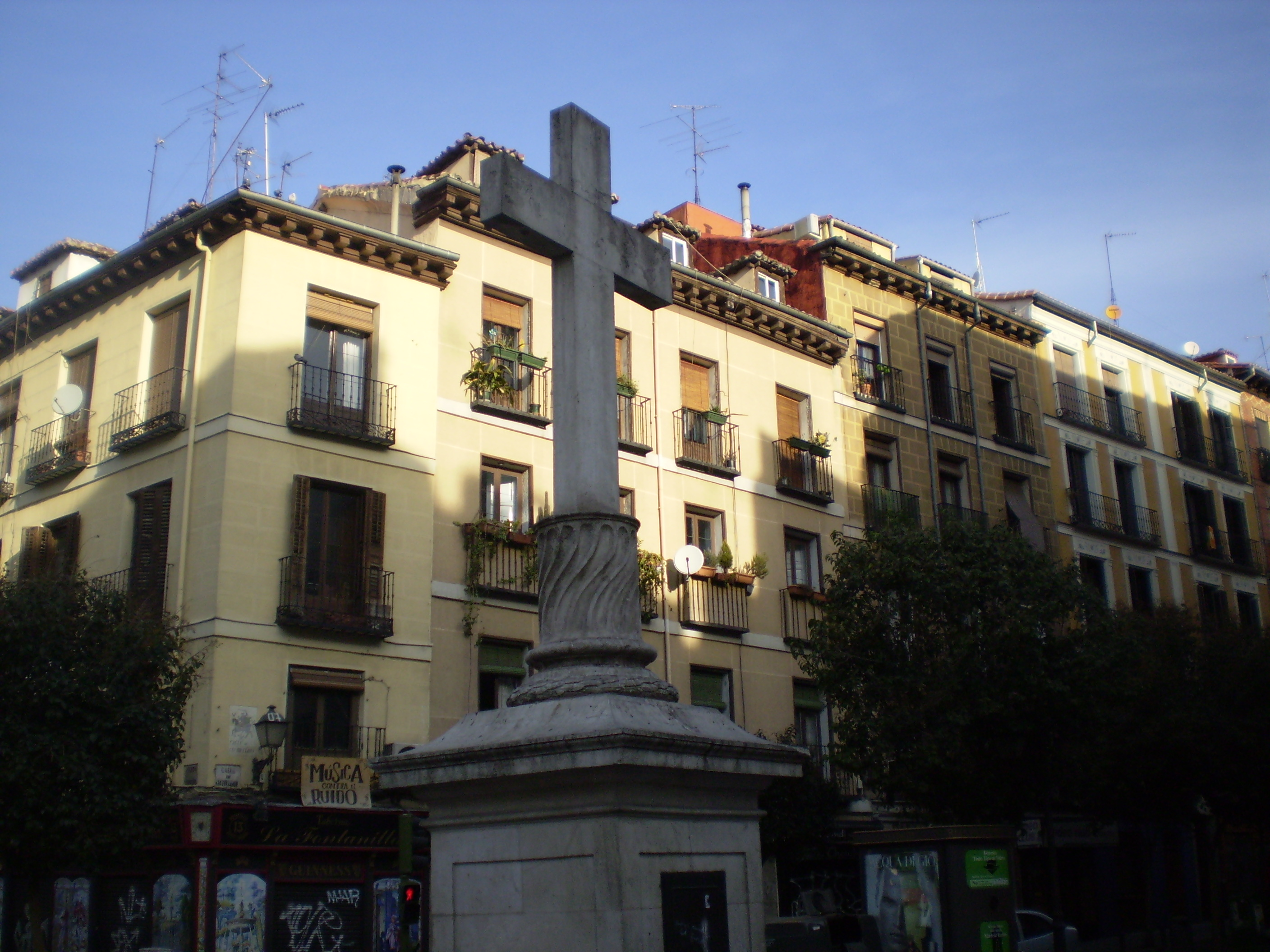
Edificios del en la confluencia con la calle de Cuchilleros

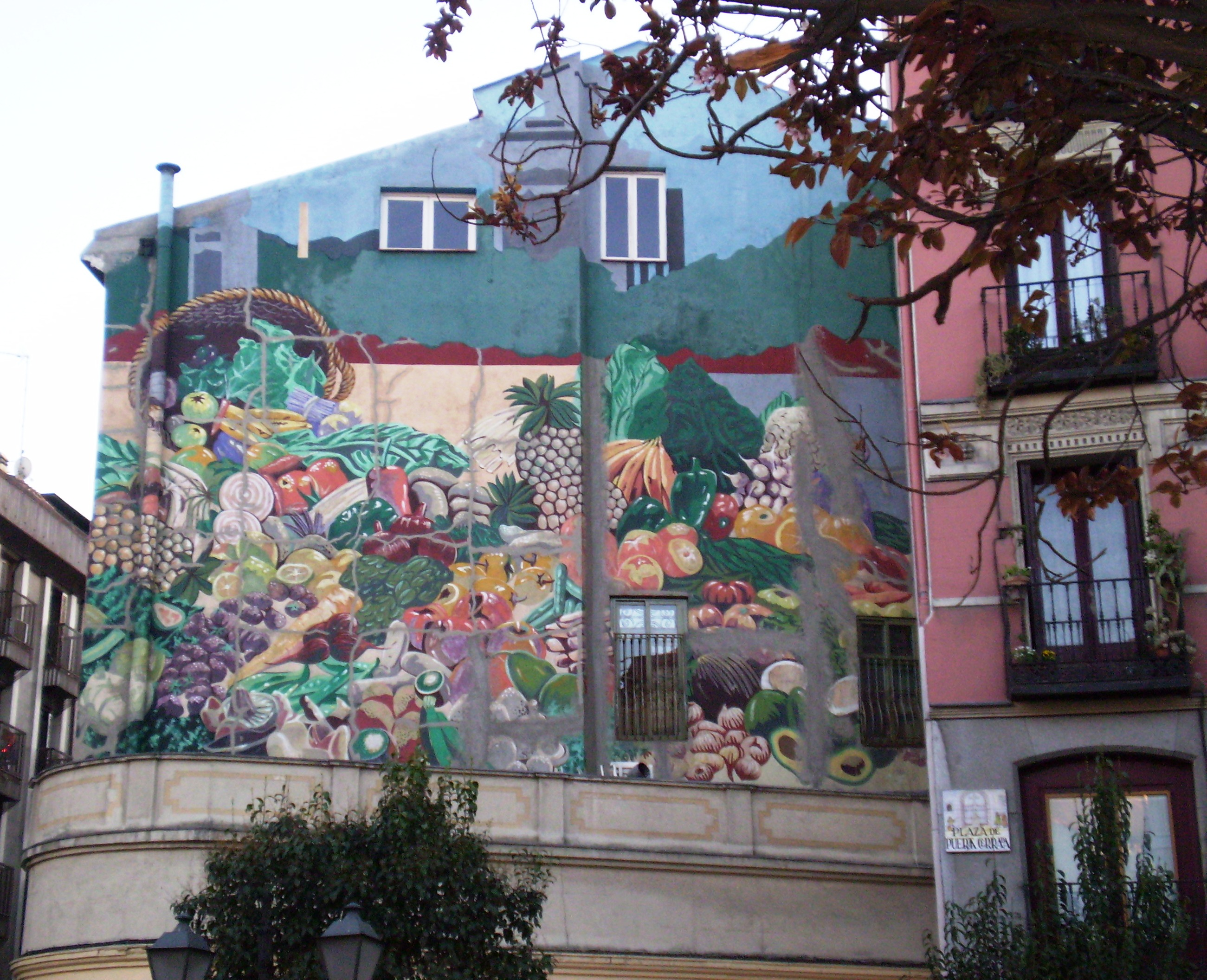
Detalle de uno de los murales que decoran el contorno de la plaza

Los edificios del contorno fueron construidos en los siglos diecinueve y veinte, con excepción del palacio Arzobispal, del siglo XVIII, que, en uno de sus ángulos, se asoma a la plaza a través de la calle de San Justo. Entre lo derruido estaba el "vetusto caserón" que fue palacio de los marqueses de Mondéjar y condes de Tendilla, según detalla el también cronista y paseante madrileño Pedro de Répide.
En los números 4 y 6 de la plaza, se conservan lienzos de la muralla cristiana de Madrid, integrados dentro de la estructura de varios inmuebles. Se distinguen elementos arquitectónicos como el adarve, el pretil y restos de un torreón, si bien ni el lienzo de mampostería ni la torre son visibles al público.
En 1805, el alcalde José de Marquina Galindo decretó la retirada de todas las cruces y cruceros, que en muchos casos interrumpían las vías de tránsito rodado, siendo la que aún se conserva en Puerta Cerrada una de las pocas que se salvó. Las imprentas ultramontanas de la época repartieron un pasquín con esta copla:

¡Oh, cruz fiel, cruz divina,
 que triunfaste del pérfido Marquina!